# کاتا گورما
کاتا گورما (به ژاپنی: 肩車)-(به انگلیسی: Kata guruma) یکی از فنون و تکنیک‌های دستهٔ ناگه-وازا رشتهٔ ورزشی جودو است که در زیردستهٔ ته-وازا دسته‌بندی می‌شود.